# Le Retail
Le Retail – miejscowość i gmina we Francji, w regionie Nowa Akwitania, w departamencie Deux-Sèvres.
Według danych na rok 1990 gminę zamieszkiwało 310 osób, a gęstość zaludnienia wynosiła 21 osób/km² (wśród 1467 gmin regionu Poitou-Charentes Le Retail plasuje się na 707. miejscu pod względem liczby ludności, natomiast pod względem powierzchni na miejscu 597.).